# Interrégionaux Sud-Ouest de cross-country
Les Interrégionaux Sud-Ouest de cross-country ou Championnat de la Nouvelle-Aquitaine de cross-country sont l'une des neuf demi-finales des Championnats de France de cross-country. Les participants sont issus des anciennes régions administratifs qui sont l'Aquitaine,  le Limousin et le Poitou-Charentes.
Avant 2016, le Poitou-Charentes appartenait aux Interrégionaux Centre-Ouest de cross-country et la région Midi-Pyrénées qui participait à cette épreuve fait à présent partie du Championnat d'Occitanie de cross-country. 

## Palmarès cross long hommes
- 2000 : El Hassan Lahssini
- 2001 : El Hassan Lahssini
- 2002 : El Hassan Lahssini
- 2003 : Ismail Sghyr
- 2004 : Mustapha El Ahmadi
- 2005 : Jérémy Pierrat
- 2006 : Mustapha El Ahmadi
- 2007 : Mustapha El Ahmadi
- 2008 : Cédric Pelissier
- 2009 : Benjamin Malaty
- 2010 : Denis Mayaud
- 2011 : Benjamin Malaty
- 2012 : Mohamed Khaled Belabbas
- 2013 : Denis Mayaud
- 2014 : Romain Courcieres
- 2015 : Yohan Durand
- 2016 : Ahmat Abdou-Daoud
- 2017 : Benjamin Malaty
- 2018 : Hugo Hay
- 2019 : Benjamin Malaty
- 2020 : Yohan Durand

## Palmarès cross long femmes
- 2000 : Charlotte Audier
- 2001 : Isabelle Guillot
- 2002 : Charlotte Audier
- 2003 : Lucie Milloncourt
- 2004 : Anne-laure Vidal
- 2005 : Lucie Milloncourt
- 2006 : Delphine Ader
- 2007 : Aurélie Casado
- 2008 : Houria Frechou
- 2009 : Marie-Laure Dumergues
- 2010 : Patricia Laubertie
- 2011 : Patricia Laubertie
- 2012 : Patricia Laubertie
- 2013 : Patricia Laubertie
- 2014 : Sophie Duarte
- 2015 : Bénédicte Robin
- 2016 : Bénédicte Robin
- 2017 : Bénédicte Robin
- 2018 : Patricia Pruvost
- 2019 : Marine Étienne
- 2020 : Marjorie Rolland